# Bramois
Bramois is een plaats en voormalige gemeente in het Zwitserse kanton Wallis, en maakt sinds 17 november 1968 deel uit van de gemeente Sion in het district Sion.
- Gemeinsame Normdatei: 4536614-7
- Historisch woordenboek van Zwitserland: 003298
- Nationale Bibliotheek van Tsjechië: ge1090358